# ゲイル・グッドリッチ
ゲイル・グッドリッチ (Gail Charles Goodrich Jr. , 1943年4月23日 - ) はアメリカ合衆国・カリフォルニア州ロサンゼルス出身の元プロバスケットボール選手。サウスポーのスコアラーとして活躍し、カリフォルニア大学ロサンゼルス校（UCLA）時代にはNCAAトーナメント連覇を果たし、プロリーグNBA入り後はキャリアの大半をロサンゼルス・レイカーズでプレーした。空前絶後の33連勝を記録した1971-72シーズンのレイカーズの主力選手の一人であり、同シーズンの優勝にも大きく貢献した。背番号『25』はレイカーズの永久欠番となっており、1996年には殿堂入りを果たしている。

## 生い立ち
ゲイル・グッドリッチことゲイル・チャールズ・グッドリッチ・ジュニアはジョン・H・フランシス工業短大高校バスケットボールチームのキャプテンとしてロサンゼルス市のチャンピオンシップに導いた。
奨学金を得られるには十分な能力を有していたグッドリッチは父の母校である南カリフォルニア大学（USC）への進学を希望していたが、USCは185cmとバスケット選手としては小柄な彼の体格を問題視し、結局より熱心にグッドリッチを勧誘したUCLAへの進学を決意した。グッドリッチのバスケキャリアにおいて彼の小柄な体は度々障害となったが、彼は努力と情熱で体格のハンデを克服した。

### UCLA
UCLAのグッドリッチ獲得は大正解だった。伝説的なコーチ、ジョン・ウッデン指導の下、グッドリッチは知的なボールハンドリング技術と優れたコートビジョンを備えた司令塔としてUCLAを率い、1963-64シーズンにはチームトップとなる平均21.5得点を記録してチームを30戦全勝に導き、UCLAに初のNCAAトーナメント優勝をもたらした。翌1964-65シーズンは平均24.6得点をあげ、NCAAトーナメント連覇も果たす。グッドリッチは後にNCAA七連覇を達成するUCLAの黄金期を切り開いた人物となった。
ミシガン大学を破って優勝を果たした1965年のNCAAトーナメント決勝では42得点を記録。これはやはりUCLAのビル・ウォルトンに破られるまで、NCAAトーナメント決勝試合の最多得点記録であり、2008年現在は歴代2位の記録である。
最終学年にはヘルムズ財団選出の年間最優秀選手（ビル・ブラッドリーと共同受賞）を受賞し、1964年と1965年にはオールアメリカ、NCAAトーナメントFinal4・オールトーナメントチームに選ばれた。UCLAでの3シーズンのキャリア通算成績は19.0得点4.7リバウンドとなり、彼の在学中のUCLAの成績は78勝11敗だった。通算1690得点は彼が卒業する時点でUCLAの新記録だった。
- グッドリッチはスポーティングニュースのファン投票によるオールタイム・UCLAチームに選ばれた。
  - G レジー・ミラー, 1984-87
  - G ゲイル・グッドリッチ, 1963-65
  - C ルー・アルシンダー, 1967-69
  - F シドニー・ウィックス, 1969-71
  - F マーカス・ジョンソン, 1974-77
  - コーチ　ジョン・ウッデン,

## NBAキャリア

### ロサンゼルス・レイカーズ
1965年のNBAドラフトで地元ロサンゼルスのフランチャイズチーム、ロサンゼルス・レイカーズから地域指名（1巡目指名を放棄するかわりに地元出身選手を指名できる制度）を受けてNBA入りを果たす。カレッジバスケでは当初言われた体格のハンデを物ともせずに素晴らしい活躍を見せたが、プロの世界ではまたもやプロ選手としては細すぎる彼の体格が課題となり、レイカーズでの最初の3シーズンはベンチスタートが続いた。チームメイトのエルジン・ベイラーやジェリー・ウェストらは、「巨人の領分」であるバスケットにおいて、6フィート強の身長しか持たないグッドリッチが必死に点を取ろうとする姿を見て、"Stumply"（切り株、「ずんぐりした」の意）という愛称を与えた。
ルーキーイヤーは7.8得点に終わったグッドリッチの成績は、2年目にはUCLA時代のチームメイトであるウォルト・ハザードと出場時間を争いながら12.4得点まで数字を伸ばしたが、3年目の1967-68シーズンにはアーチー・クラークが先発ガードに定着したため、レイカーズでの彼の必要性は損なわれた。

### フェニックス・サンズ
グッドリッチは1968-69シーズンにはエクスパンション・ドラフトにより誕生したばかりのフェニックス・サンズに移籍した。リーグ屈指の強豪チームであったレイカーズとは違い、戦力が十分に整っていないサンズでのプレイは、グッドリッチをスター選手へとステップアップさせた。
サンズ移籍1年目にはこれまでのキャリア平均を大幅に上回る23.8得点5.4リバウンド6.4アシストを記録。これまでグッドリッチをただのスコアラーと見ていた多くの批評家は、グッドリッチがリーグ7位にランクされる6.4アシストを記録したことに少なからず驚いた。グッドリッチはサンズでエース格に成長し、このシーズンには初のオールスターに出場している。サンズでの2年目の1969-70シーズンには20.0得点7.5アシストを記録した。
2年前に放出した選手がオールスター選手に成長したのを見て、レイカーズは彼を取り戻しにかかった。特にオーナーのジャック・ケントクックはすっかりグッドリッチのファンとなってしまい、グッドリッチの獲得に労力を惜しまず、そして1969-70シーズン終了後に、メル・カウンツとのトレードで、グッドリッチは3シーズンぶりにレイカーズに復帰することになった。

### 再びのレイカーズ
グッドリッチのレイカーズ帰還はレイカーズのバックコートを大幅に強化し、グッドリッチとジェリー・ウェストのバックコートはリーグ有数のオフェンス力を誇った。この頃大黒柱のエルジン・ベイラーが故障がちになり、ウェストに過大な負担が掛かるようになっていたが、グッドリッチの加入によりウェストの負担が軽減され、また相棒に優秀なスコアラーを得たことによりウェストはプレイメイカーに専念することができたため、アシスト数を大幅に伸ばすことができた。
33連勝
グッドリッチがレイカーズに復帰して2年目の1971-72シーズン、レイカーズに激震が走った。長年レイカーズを支えてきたベイラーが膝の故障が悪化し、シーズン序盤に引退してしまったのである。レイカーズを幾度となくNBAファイナルに導きながらもついぞ優勝できなかったベイラーの引退はチームメイトたちを一致団結させ、レイカーズは猛烈な勢いで勝ち続けた。
特に奮起したのがグッドリッチだった。グッドリッチはこのシーズンキャリアハイとなる25.9得点を記録し、ウェストやウィルト・チェンバレンらNBA史上屈指のスコアラーに数えられるチームメイトらを抑えて、チームトップの成績を収めた。あらゆる敵を薙ぎ倒したレイカーズはこのシーズン、アメリカプロスポーツ史上最長記録となる33連勝、当時のNBA記録となる69勝を記録。プレーオフに入ってもレイカーズの勢いはとどまる事を知らず、ついにはファイナルに進出し、ニューヨーク・ニックスを破って、グッドリッチにとっては初の、そしてレイカーズにとっては1954年以来となる優勝を成し遂げた。
グッドリッチの好調は翌シーズンに入っても続き、23.9得点4.4アシストを記録。レイカーズも60勝をあげ、2年連続でファイナルに進出するが、ニックスに破れ、連覇はならなかった。
1973-74シーズンに入り、レイカーズは転換期を迎えた。シーズン前にはチェンバレンが、さらにシーズン中にはウェストが引退。チームの中心選手2人がほぼ同時に引退し、2年前の33連勝と優勝を支えた中心選手はグッドリッチとハッピー・ハリストンのみとなった。グッドリッチにはチェンバレンとウェストという2人の偉大な選手の穴を埋める働きが求められ、そしてグッドリッチはチームの期待に見事に応え、このシーズンは25.3得点5.2アシストを記録。シーズン通算フリースロー試打数、成功数は共にリーグ1位となり、成功率は86.4%と高い数字を叩き出した。チェンバレン、ウェストの引退に苦戦が予想されたレイカーズは、前季から大幅に勝率を落としたものの、グッドリッチの活躍で47勝35敗と勝ち越し、プレーオフにも進出。レイカーズをエースとして支えたグッドリッチは、初めてオールNBA1stチームに選出された。
31歳となり、肉体に衰えが出始める年齢に達したグッドリッチは体重を10ポンド落とすことでスピードとスタミナを維持し、1974-75シーズンも22.6得点をあげる好調ぶりを示した。しかしグッドリッチの努力にもかかわらずこのシーズンはチェンバレンとウェストの引退の影響がはっきりと表れ、チームは負け越し、17年ぶりにプレーオフを逃した。1975-76シーズンには当時のNBA最高峰の選手の一人、カリーム・アブドゥル＝ジャバー（グッドリッチにとってはUCLAの後輩）がレイカーズにやってきた。ウェストとプレイするようになって以来シューティングガードとしてプレイしていたグッドリッチは、本来の司令塔という立場に戻り、レイカーズのバックコートを新戦力のルーシャス・アレンと共に支え、このシーズンは40勝42敗まで勝率を持ち直した。

### ニューオーリンズ・ジャズ
1975-76シーズン終了後、フリーエージェントとなったグッドリッチはニューオーリンズ・ジャズと年140万ドルの3年契約を結んだ。これでグッドリッチはルーキー時代をあわせて計9シーズン過ごしたレイカーズを去ることになったが、レイカーズとの別れは契約問題の泥沼化により、裁判沙汰に発展するという悲しい形となった。しかしグッドリッチのジャズ移籍は、後に思わぬ形となって、レイカーズにチーム史上最大級の幸運をもたらすことになる。
ジャズでは名ポイントガードのピート・マラビッチと共にバックコートを組むことになった。上手く機能すればレイカーズ時代のウェストとのコンビ同様、強力なオフェンス力を有するバックコートが誕生するはずだったが、グッドリッチは開幕戦でアキレス腱を損傷し、このシーズンは55試合を欠場して成績も12.6得点と彼にしては平凡な数字に終わった。グッドリッチはリハビリと練習に励み、翌1977-78シーズンには16.1得点まで回復させ、フィールドゴール成功率はガードの選手としては高水準となる49.5%を記録した。グッドリッチの懸命のプレイにもかかわらず、ジャズは低迷を続け、結局グッドリッチがプレイした3シーズンの間には浮上の機会を見出すことはできなかった。グッドリッチは1978-79シーズンを最後に、現役から引退した。
NBA通算成績は14シーズン1,031試合の出場で、19,181得点4,805リバウンド、平均18.6得点4.7アシストだった。

### 業績・その他
- NCAAトーナメント優勝：1964年, 1965年
- NBAファイナル制覇：1972年
- オールスターゲーム出場：1969年, 1972年－1975年
- オールNBA1stチーム：1974年
- バスケットボール殿堂
- 通算19,181得点はサウスポーの選手としてはNBA歴代3位の記録。引退の時点では全選手歴代11位の記録。
- 通算4,805アシストは引退の時点でNBA歴代10位の記録。
- レイカーズ在籍時通算13,044得点は歴代6位、通算2,863アシストは歴代9位。

1979年に引退したグッドリッチだが、彼のNBAでの物語りはもう少しだけ続いた。グッドリッチがレイカーズからジャズに移籍した際、ベテランのフランチャイズプレイヤーを失うことになったレイカーズは、リーグ規約によりジャズから何らかの形で損失分を補償されなければならなかった。そこでジャズがレイカーズに譲渡したのが、1979年のNBAドラフトの1巡目指名権だった。この指名権が1979年には全体1位指名権に化けていたのである。そしてレイカーズが指名したのが、マジック・ジョンソンだった。レイカーズとは喧嘩別れとなったグッドリッチだが、結果的には最後の最後にレイカーズに最大級の奉仕をしたことになった。時は経ち1996年、レイカーズは長年チームを支えた功績を讃え、グッドリッチの背番号『25』を永久欠番とした。またUCLAもグッドリッチの背番号『12』を永久欠番とした。

## 引退後
引退後はサンディエゴ・クリッパーズでアシスタントコーチを務めた。その後はNBAを離れてコネチカット州に定住し、ゴルフ場投資会社の幹部になった。またNBA TVのスタジオ解説者も務めた。

## NBA個人成績

### レギュラーシーズン
| シーズン     | チーム       | GP    | GS | MPG  | FG%  | 3P% | FT%  | RPG | APG | SPG | BPG | PPG  |
| ------------ | ------------ | ----- | -- | ---- | ---- | --- | ---- | --- | --- | --- | --- | ---- |
| 1965–66      | LAL          | 65    | –  | 15.5 | .404 | –   | .691 | 2.0 | 1.6 | –   | –   | 7.8  |
| 1966–67      | LAL          | 77    | –  | 23.1 | .454 | –   | .751 | 3.3 | 2.7 | –   | –   | 12.4 |
| 1967–68      | LAL          | 79    | –  | 26.0 | .486 | –   | .770 | 2.5 | 2.6 | –   | –   | 13.8 |
| 1968–69      | PHX          | 81    | –  | 40.0 | .411 | –   | .747 | 5.4 | 6.4 | –   | –   | 23.8 |
| 1969–70      | PHX          | 81    | –  | 39.9 | .454 | –   | .808 | 4.2 | 7.5 | –   | –   | 20.0 |
| 1970–71      | LAL          | 79    | –  | 35.5 | .475 | –   | .770 | 3.3 | 4.8 | –   | –   | 17.5 |
| 1971–72      | LAL          | 82    | –  | 37.1 | .487 | –   | .850 | 3.6 | 4.5 | –   | –   | 25.9 |
| 1972–73      | LAL          | 76    | –  | 35.5 | .464 | –   | .840 | 3.5 | 4.4 | –   | –   | 23.9 |
| 1973–74      | LAL          | 82    | –  | 37.3 | .442 | –   | .864 | 3.0 | 5.2 | 1.5 | 0.1 | 25.3 |
| 1974–75      | LAL          | 72    | –  | 37.1 | .459 | –   | .841 | 3.0 | 5.8 | 1.4 | 0.1 | 22.6 |
| 1975–76      | LAL          | 75    | –  | 35.3 | .441 | –   | .847 | 2.9 | 5.6 | 1.6 | 0.2 | 19.5 |
| 1976–77      | NOJ          | 27    | –  | 22.6 | .446 | –   | .800 | 2.3 | 2.7 | 0.8 | 0.1 | 12.6 |
| 1977–78      | NOJ          | 81    | –  | 31.5 | .495 | –   | .795 | 2.2 | 4.8 | 1.0 | 0.3 | 16.1 |
| 1978–79      | NOJ          | 74    | –  | 28.8 | .449 | –   | .853 | 2.5 | 4.8 | 1.2 | 0.2 | 12.7 |
| 通算         | 通算         | 1,031 | –  | 32.5 | .456 | –   | .807 | 3.2 | 4.7 | 1.3 | 0.2 | 18.6 |
| オールスター | オールスター | 5     | 3  | 15.4 | .421 | –   | .500 | 1.8 | 2.8 | 0.2 | 0.0 | 6.6  |

### プレーオフ
| シーズン | チーム | GP | GS | MPG  | FG%  | 3P% | FT%  | RPG | APG | SPG | BPG | PPG  |
| -------- | ------ | -- | -- | ---- | ---- | --- | ---- | --- | --- | --- | --- | ---- |
| 1966     | LAL    | 11 | –  | 26.4 | .467 | –   | .674 | 3.8 | 3.0 | –   | –   | 10.5 |
| 1967     | LAL    | 3  | –  | 27.0 | .355 | –   | .611 | 3.0 | 3.3 | –   | –   | 11.0 |
| 1968     | LAL    | 10 | –  | 10.0 | .489 | –   | .778 | 1.4 | 1.4 | –   | –   | 6.0  |
| 1970     | PHX    | 7  | –  | 37.9 | .475 | –   | .857 | 4.6 | 5.4 | –   | –   | 20.3 |
| 1971     | LAL    | 12 | –  | 43.2 | .425 | –   | .841 | 3.2 | 7.6 | –   | –   | 25.4 |
| 1972     | LAL    | 15 | –  | 38.3 | .445 | –   | .898 | 2.5 | 3.3 | –   | –   | 23.8 |
| 1973     | LAL    | 17 | –  | 35.5 | .448 | –   | .785 | 3.6 | 3.9 | –   | –   | 20.0 |
| 1974     | LAL    | 5  | –  | 37.8 | .389 | –   | .848 | 3.2 | 6.0 | 1.4 | 0.2 | 19.6 |
| 通算     | 通算   | 80 | –  | 32.8 | .442 | –   | .819 | 3.1 | 4.2 | 1.4 | 0.2 | 18.1 |